# Spremenite protokol
Spremenite protokol je enajsti studijski album slovenskega glasbenega izvajalca Andreja Šifrerja, izdan oktobra 2002 pri založbi Dallas Records.
Zadnja pesem na albumu, "Dec ne more", je humoristična priredba pesmi "That's Amore", ki jo je slavno izvajal Dean Martin.

## Seznam pesmi
Vse pesmi je napisal Andrej Šifrer, razen kjer je to navedeno.
| Stezosled pesmi | Stezosled pesmi                           | Stezosled pesmi |
| Št.             | Naslov                                    | Dolžina         |
| --------------- | ----------------------------------------- | --------------- |
| 1.              | „Jarčeva hruška‟                          | 3:34            |
| 2.              | „Naj nocoj se te napijem‟                 | 3:20            |
| 3.              | „Karneval‟                                | 3:52            |
| 4.              | „Pobegniva!‟                              | 3:18            |
| 5.              | „Jopa iz mnogih barv‟ (Dolly Parton)      | 4:17            |
| 6.              | „Spremenite protokol‟                     | 4:50            |
| 7.              | „Škripa‟                                  | 3:24            |
| 8.              | „Slišim travo rast'‟                      | 4:28            |
| 9.              | „Pesem za Tadejo‟                         | 3:06            |
| 10.             | „Daj mi moč‟                              | 5:54            |
| 11.             | „Moja Rozka 1. del‟                       | 3:09            |
| 12.             | „Moja Rozka 2. del‟                       | 1:12            |
| 13.             | „Božje oko‟                               | 4:19            |
| 14.             | „Dec ne more‟ (Harry Warren, Jack Brooks) | 3:33            |

| Rubrika: zapojte z nami! (Instrumentalne podlage) | Rubrika: zapojte z nami! (Instrumentalne podlage) | Rubrika: zapojte z nami! (Instrumentalne podlage) |
| Št.                                               | Naslov                                            | Dolžina                                           |
| ------------------------------------------------- | ------------------------------------------------- | ------------------------------------------------- |
| 15.                                               | „Jarčeva hruška‟                                  | 3:09                                              |
| 16.                                               | „Naj se nocoj‟                                    | 3:21                                              |
| 17.                                               | „Spremenite protokol‟                             | 4:48                                              |
| 18.                                               | „Karneval‟                                        | 3:51                                              |
| 19.                                               | „Škripa‟                                          | 3:24                                              |
| 20.                                               | „Slišim travo rast'‟                              | 4:28                                              |
| 21.                                               | „Dec ne more‟                                     | 3:33                                              |

## Zasedba
Podatki povzeti po knjižici albuma.
- Andrej Šifrer — vokal
- David Hidalgo — harmonika (2, 3, 11, 13), štiristrunska mehiška tenor kitara (11–13), hidalgerra (3, 11)
- Grant Geisman — akustična kitara (2–6, 8, 10–13)
- Brian Habicht — spremljevalni vokal (2, 13)
- Eamonn Campbell — spremljevalni vokal (1, 14)
- John Sheahan — spremljevalni vokal (1, 14), violina (1, 9)
- Rozi in Janez Česen-Mezlanova — spremeljevalna vokala (11, 12)
- Tommy Donoghue — bas kitara (1, 9, 14)
- Glen C. Holmen — bas kitara (2–6, 8, 10–13)
- Des Lacy — bobni (tracks: 1, 9, 14)
- Michael Jerome Moore — bobni, tolkala (2–6, 8, 10–13)
- Caleb Quaye — ritem kitara (2–6, 8, 10–13)
- Des Moore — kitara, mandolina (1, 9, 14)
- Andy O'Callaghan — klaviature (1, 9, 14)
- Albert Lee — vodilna kitara (4, 5, 8), Richard Thompson — vodilna kitara (4, 6, 10)
- Dave Cooke — orgle Hammond B-3 (8, 10)
- Dan Blessinger — tolkala (2, 3, 8, 13)
- Marjan Cerar-Kramer — fotografiranje
- Rique Pantoja — klavir (2–6, 8, 10–13)
- Dan Blessinger — produkcija (2–6, 8, 10–13)
- David Clark — produkcija (2–6, 8, 10–13)
- Ken Hilton — sintesajzer (4, 10)